# Sigal Music Museum
El Sigal Music Museum, anteriormente conocido como el Carolina Music Museum, es un museo de instrumentos musicales ubicado en Greenville, Estados Unidos en la calle Buncombe Street.  Su colección es una de las mayores colecciones de instrumentos musicales históricos del país. Entre la colección hay un clavicémbalo que tocó Wolfgang Amadeus Mozart.
Fue fundado en 2017 y reside en una empresa embotelladora de Coca-Cola de la década de 1930.
A mediados de 2023, una de sus exhibiciones cubre la historia de la música country desde la década de 1920 hasta la de 1980.